# Ключи (Волгоградская область)
Ключи —  хутор  в Кумылженском районе Волгоградской области России. Входит в состав  Кумылженского сельского поселения. Население 22 чел. (2010).

## История
В соответствии с Законом Волгоградской области от 14 февраля 2005 года № 1006-ОД «Об установлении границ и наделении статусом Кумылженского района и муниципальных образований в его составе» хутор вошёл в состав образованного Кумылженского сельского поселения.

## География
Расположен в  западной части региона, в лесостепи, в пределах Хопёрско-Бузулукской равнины, являющейся южным окончанием Окско-Донской низменности, в около 2 км. к востоку от места впадения в р. Хопёр ее притока р. Кумылга.
Абсолютная высота 59 метров над уровнем моря.

## Население
| 2010 |
| ---- |
| 22   |

Гендерный состав
По данным Всероссийской переписи населения 2010 года в гендерной структуре населения из 22 человек мужчин — 12, женщин — 10 (54,5 и 45,5 % соответственно).
Национальный состав
Согласно результатам переписи 2002 года, в национальной структуре населения
русские составляли 75 % из общей численности населения в  16 чел. .

## Инфраструктура
Личное подсобное хозяйство.

## Транспорт
Просёлочные дороги. 